# 福建竹叶草
福建竹叶草（学名：Oplismenus fujianensis）为禾本科求米草属下的一个种。其种加词“fujianensis”意为“福建的”。